# Roxelana
Hürrem Sultana ("den gladlynta sultaninnan"), född med namnet Aleksandra Lisovska omkring 1502, död 15 april 1558, mest känd som Roxelana, var gift med den ottomanske sultanen Süleyman I. Ursprungligen en slavkonkubin, anses hon ha utövat ett stort inflytande över sultanens regering och kallades därför häxa av dem som avundades hennes makt. Sultanen straffade dock strängt dem som yttrade något mot henne. Hennes inflytande brukar anges som början på Kvinnornas sultanat (1533–1656).

## Biografi
Roxelana tros ursprungligen ha varit en ruthen från Ukraina, född i staden Rohatyn sydöst om Lwow, som då tillhörde Polen, som dotter till en ortodox präst.

### Slavkonkubin
Roxelana kidnappades under 1520-talet av tatarer och fördes genom slavhandeln på Krim från Kaffa på Krim till slavmarknaden i Istanbul. Hon köptes till det kejserliga osmanska haremet, där hon blev konverterad till islam, fick slavnamnet Hurrem och blev sultanens konkubin. Hon befann sig definitivt i haremet från år 1522, då hon födde en dotter; 1524 fick hon även en son.
Roxelana blev snart sultanens favorit i haremet, och attackerades och misshandlades av sin rival, den dåvarande tronföljarens mor Mahidevran. Detta fick sultanen att förvisa Mahidevran och deras son tronföljaren till provinserna. Roxelana blev då sultanens oomstridda favorit, något som bevisades genom det ovanliga steget att sultanen frigav henne och gifte sig med henne. Bröllopet ägde rum 1533 och väckte sensation. Giftermålet var närmast unikt, då sultanerna normalt inte brukade gifta sig, utan endast få barn med de förslavade konkubinerna i sitt harem, och allmänheten var osäkra på hur ett sådant steg skulle tolkas. Han gjorde också hennes son till tronarvinge.

### Sultanhustru
Giftermålet fick en varaktig förändring när det gällde sultanernas närhet till haremet. År 1453 började osmanerna bygga ett palats i Istanbul innanför stadsmurarna på en plats som kallades Forum Tauri. Detta palats kallades senare Eski Saray och blev regentens residens, men senare flyttade sultanen till Topkapipalatset och bodde alltså avskild från sitt harem. I Eski Saray bodde vid Roxelanas tid hustrur, konkubiner, döttrar och mödrar till sultaner. Roxelana såg dock till att 1540 flytta det kejserliga osmanska haremet till Topkapipalatset, där sultanen bodde, så att hon kunde vara närmare sin make.
Roxelana anses ha utövat ett stort inflytande över sultanen och agerade troligen även som hans politiska rådgivare, och ska ha haft särskilt inflytande på utrikespolitiken. Under hennes påverkan var relationen mellan det Ottomanska riket och Polen fredlig, och slavräderna mot Ukraina dämpades, om än tillfälligt. Hon upprätthöll en diplomatisk brevväxling med shahen av Persien (1547) och kungen av Polen (1549). Esther Handali fungerade som hennes personliga sekreterare och budbärare. Hon deltog i många byggnadsprojekt och sociala projekt runt om i imperiet; hon grundade bland annat ett sjukhus för kvinnor nära slavmarknaden i Istanbul, och ett soppkök för de fattiga i Jerusalem (1552).

## Barn
Roxelana hade fem söner och en dotter tillsammans med Süleyman.
- Şehzade Mehmed (ca 1521 – 6 november 1543.): Parets första son.
- Mihrimah Sultan (21 mars 1522 – 25 jan 1578) Hon var gift med storvisiren Rüstem Pasha. Mihrimah Sultan fungerade som Valide sultan under sin bror Selim II:s regeringstid.
- Şehzade Abdullah (1522–1525)
- Selim (28 maj 1524 – 12/15 december 1574): Besteg tronen den 7 september 1566 som Selim II.
- Şehzade Bayezid (1525 – 25 september 1561)
- Şehzade Cihangir (9 december 1531 – 27 november 1553)

## Bildgalleri

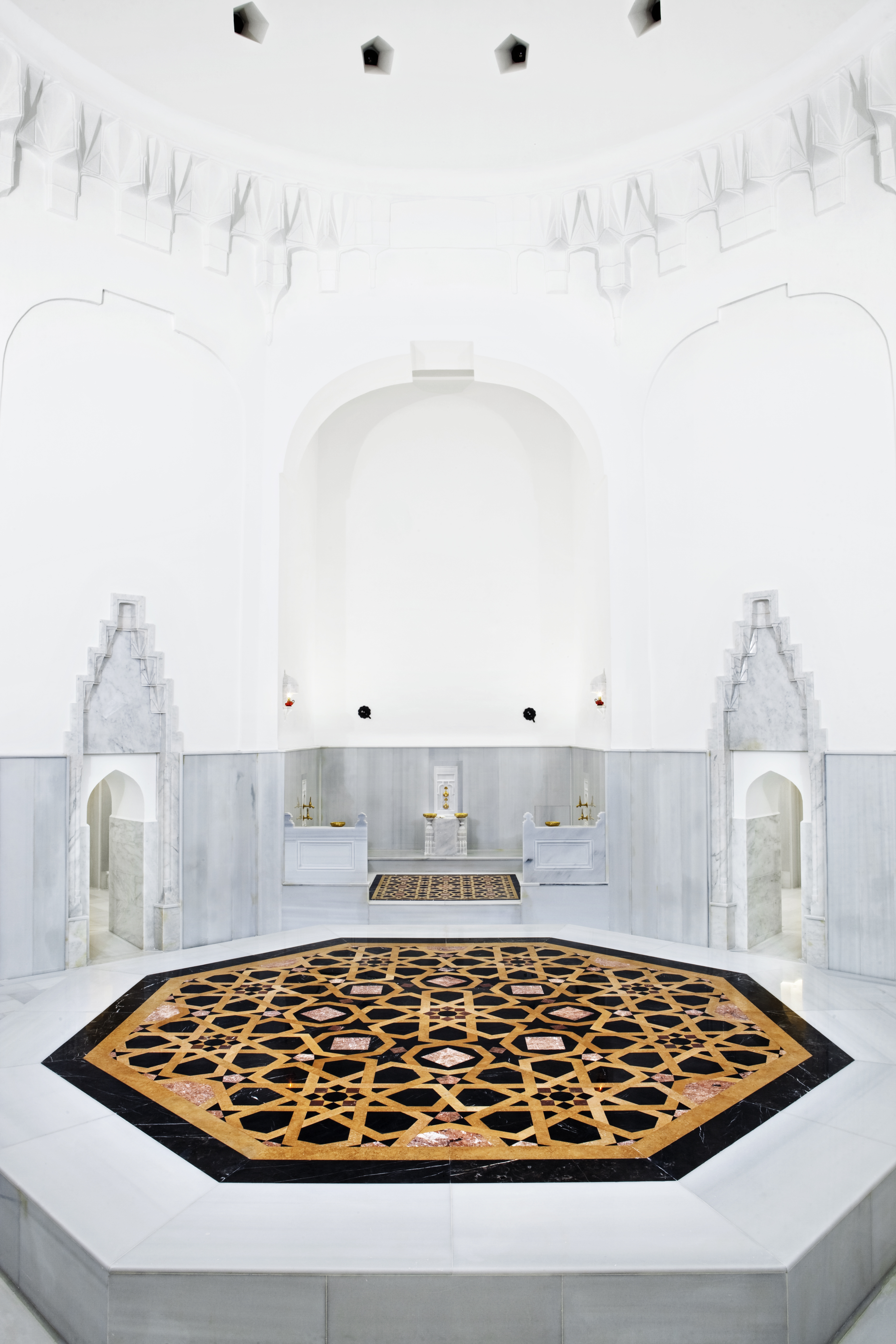
Hurrem Sultan Hamam, Roxelanas bad.
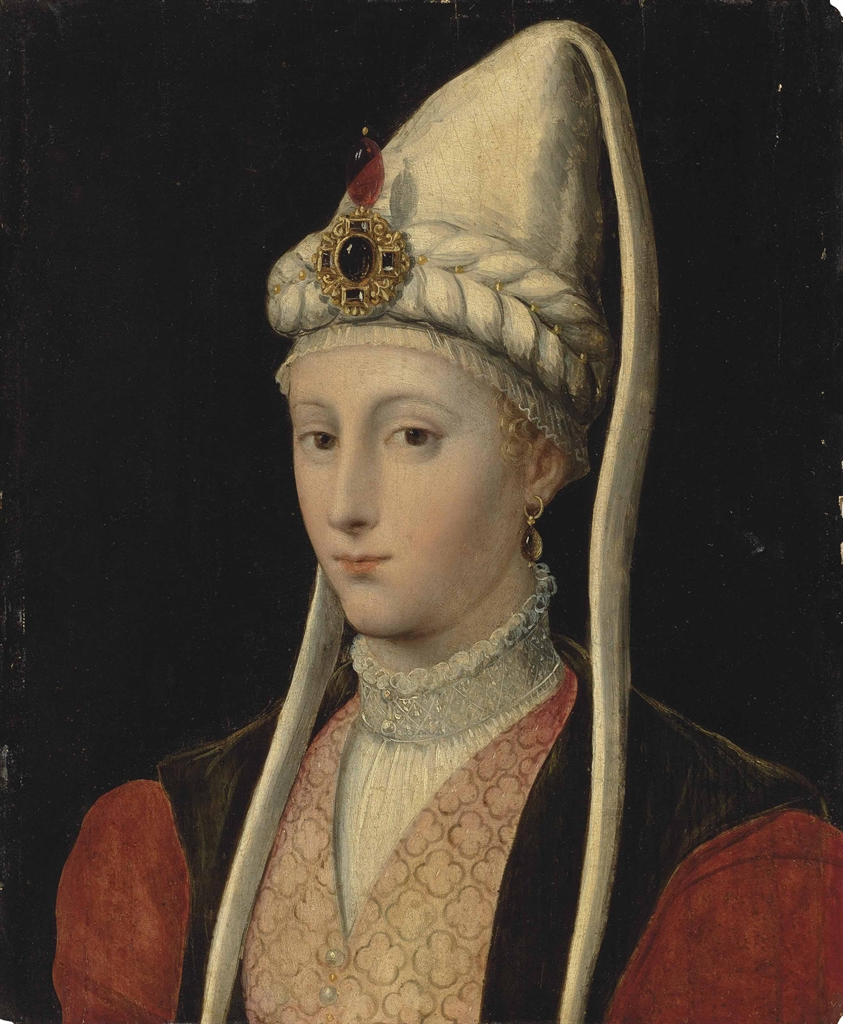
Roxelana.
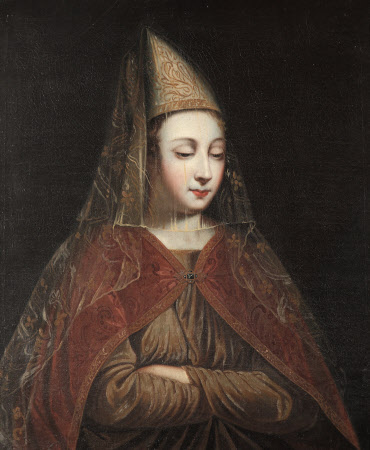
Roxelana
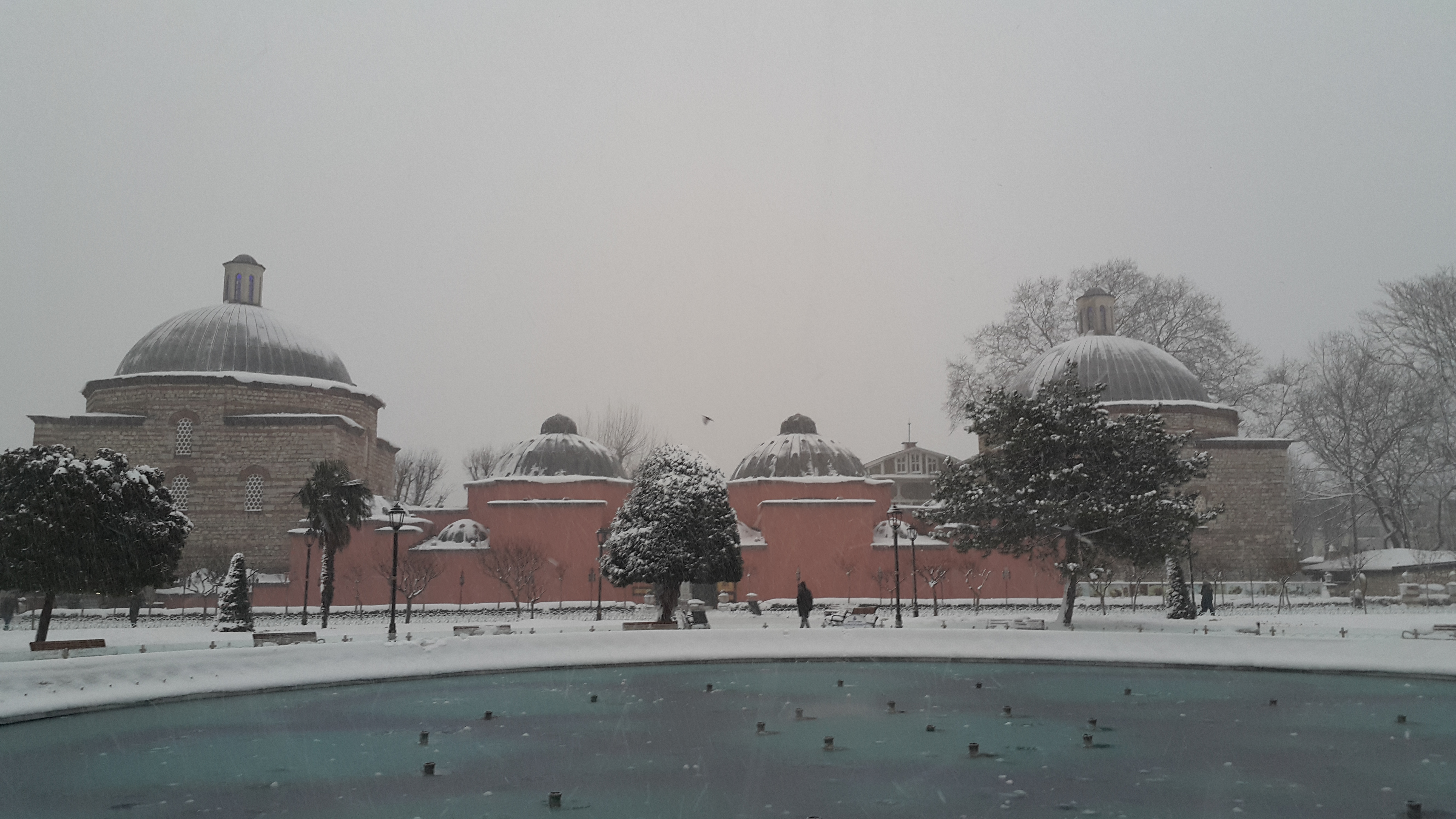
Exteriör av Roxelanas bad.
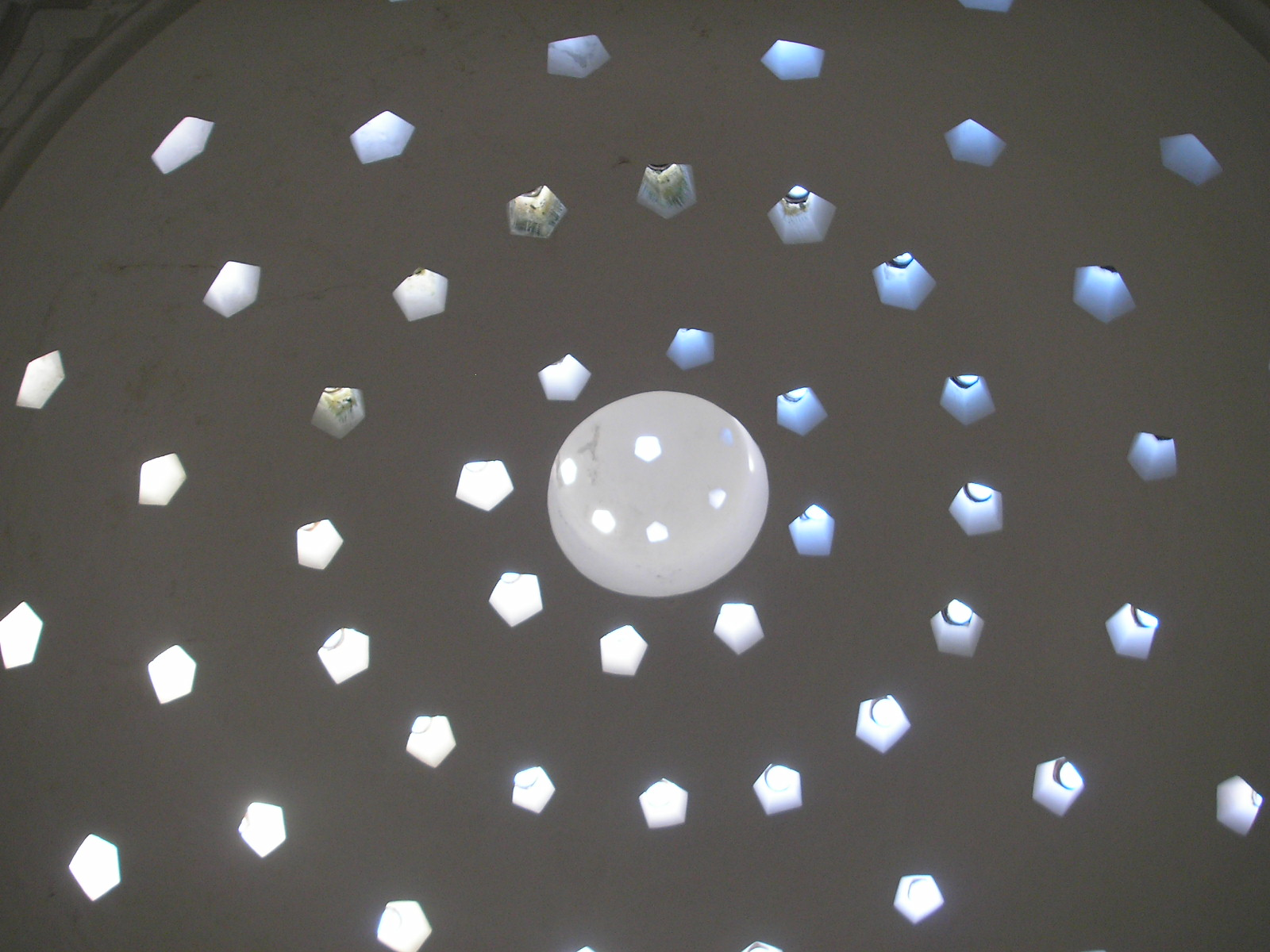
Roxelanas bad i Istanbul.
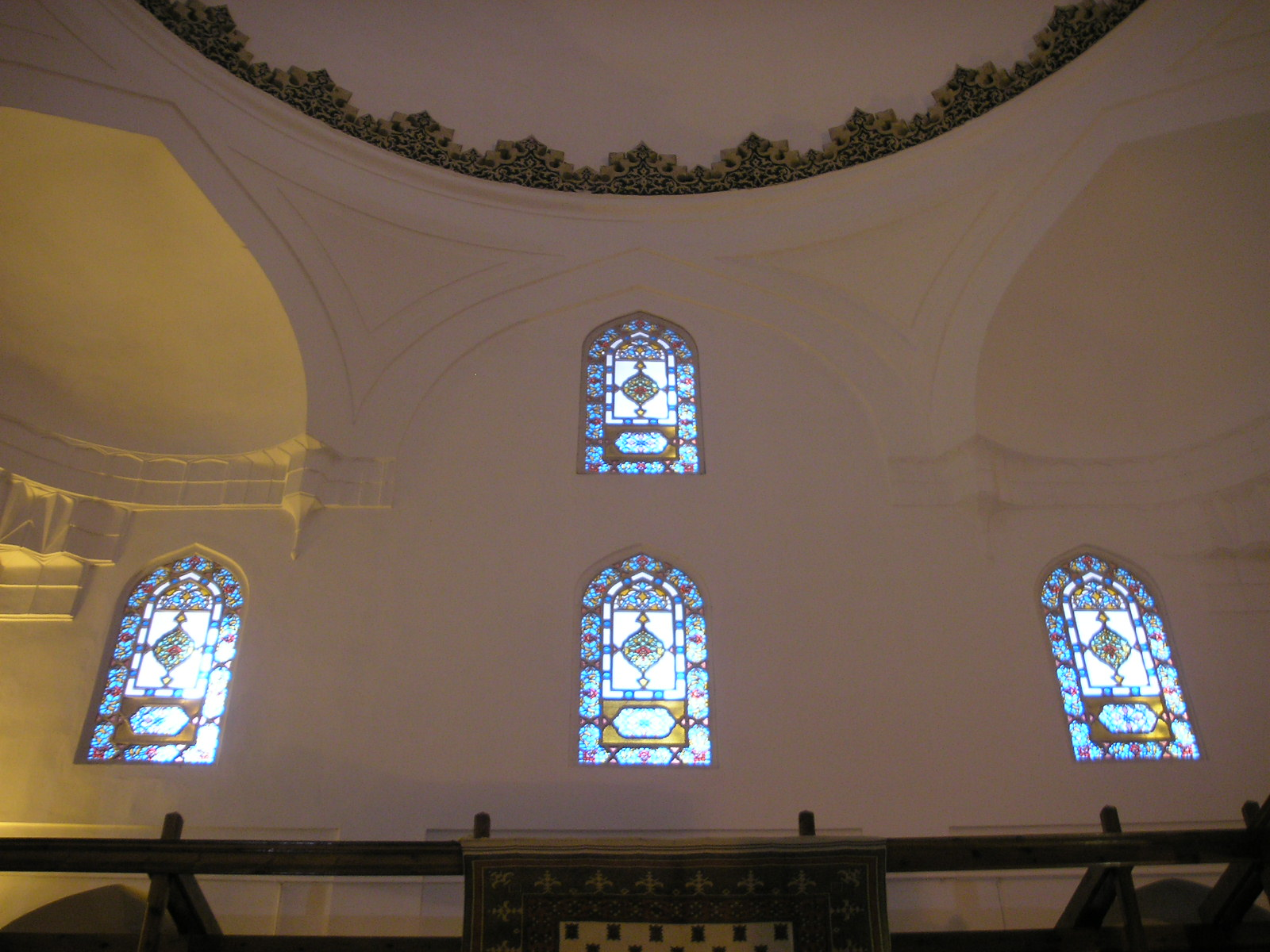
Roxalanas bad i Istanbul.
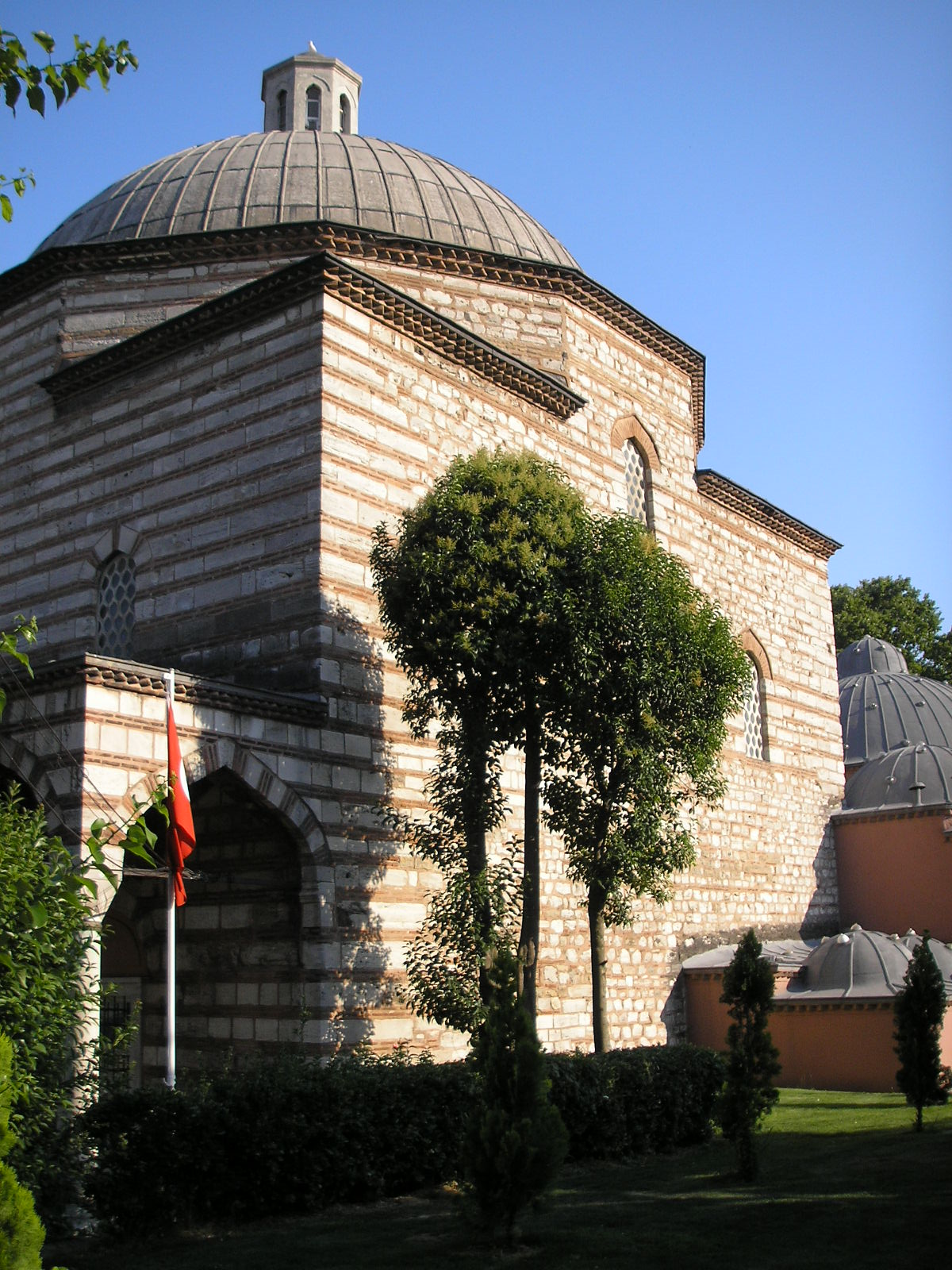
Roxelanas bad.
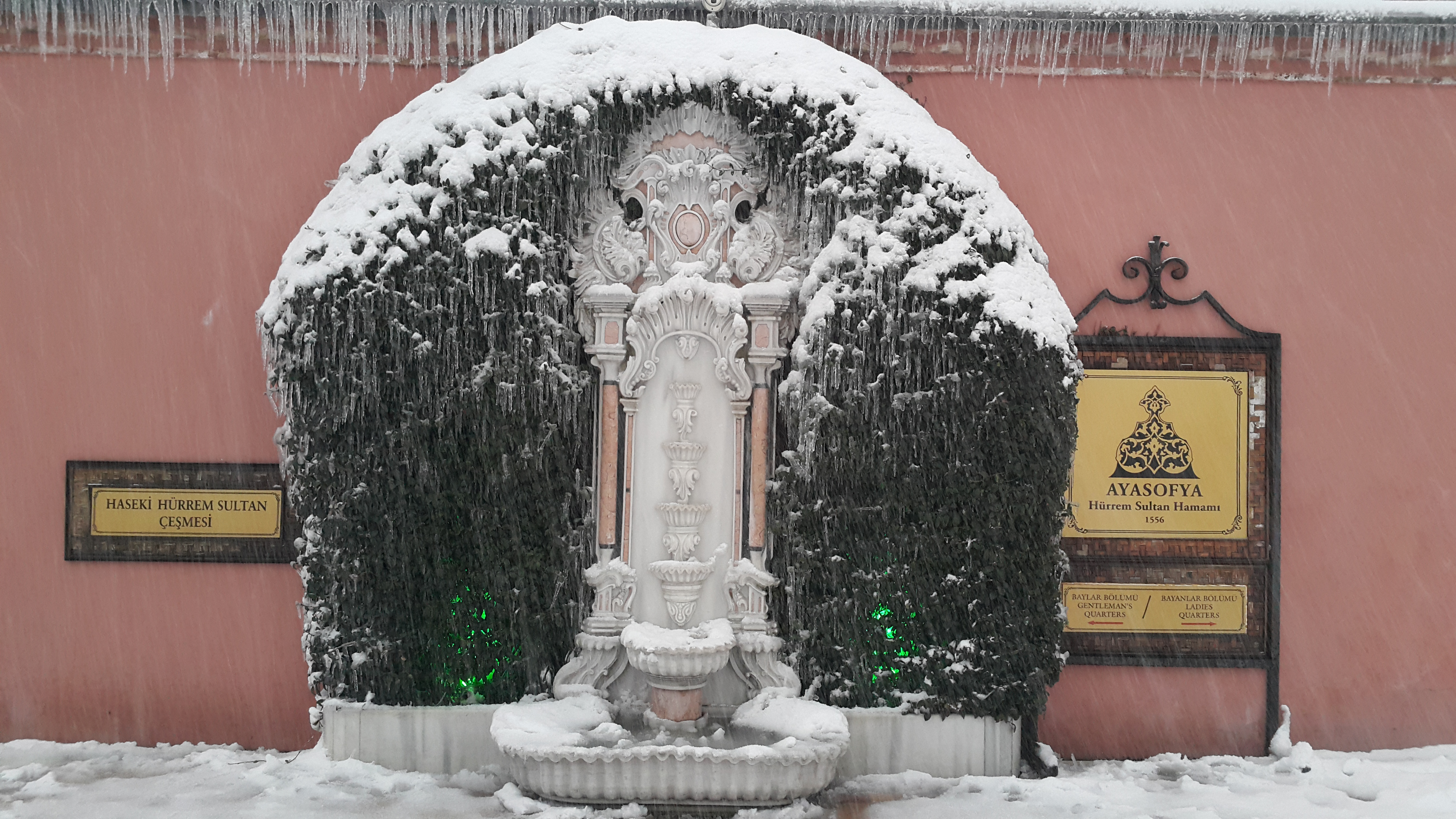
Roxelanas fontän.
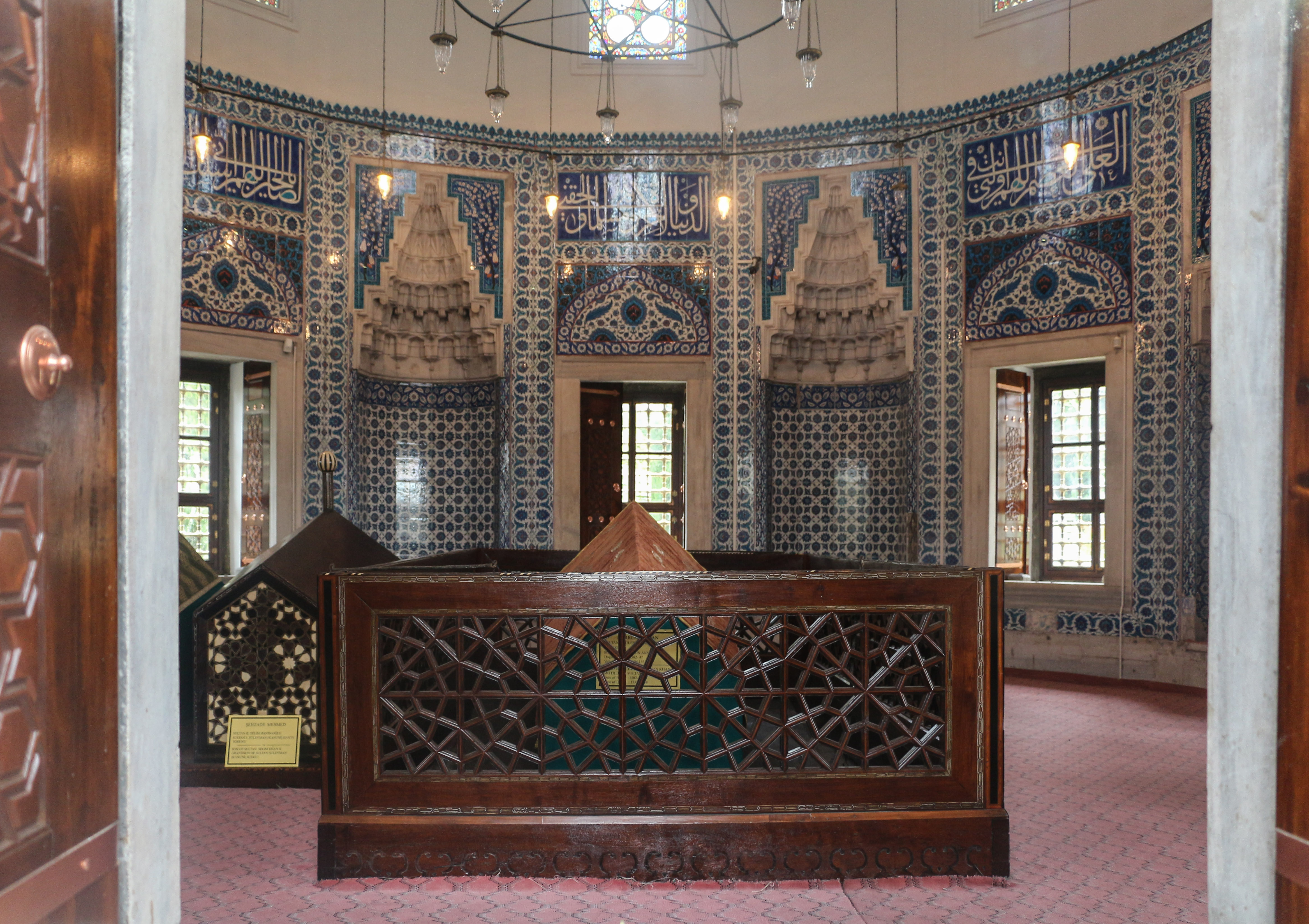
Interiör av Roxelanas mausoleum.
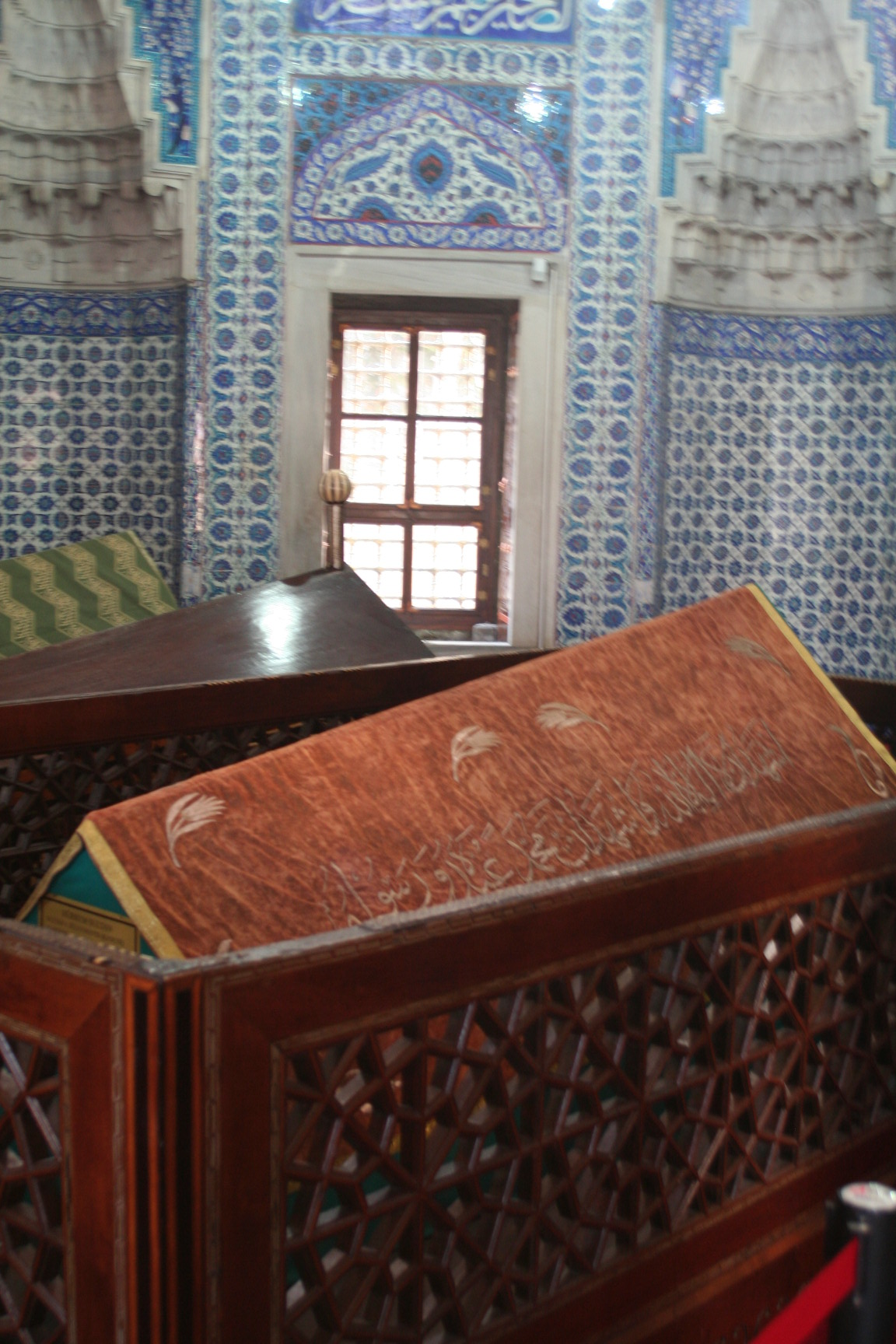
Roxelanas grav.
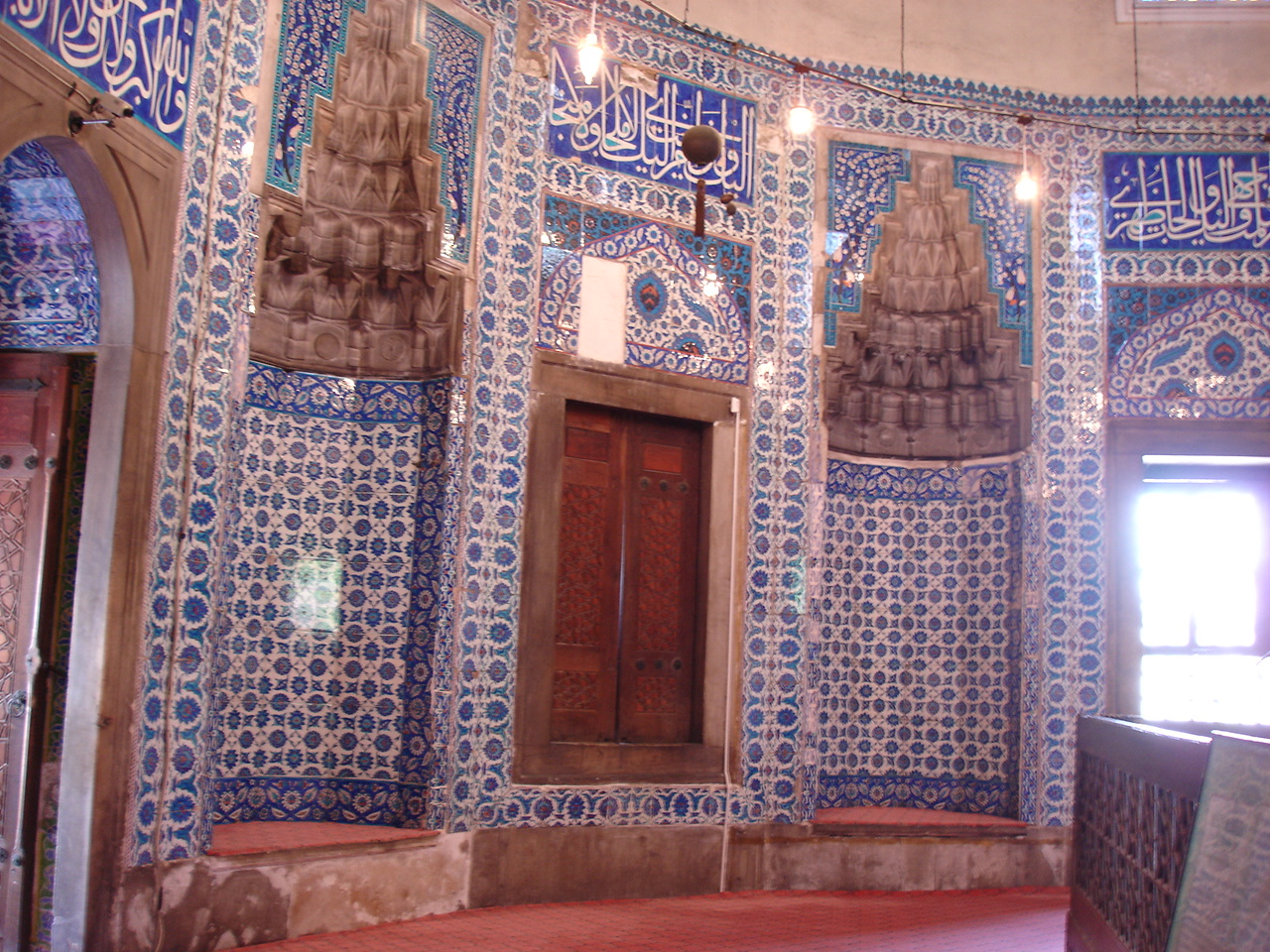
Roxelanas begravningskapell.
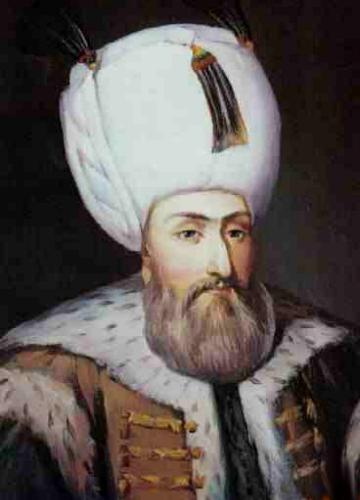
Süleyman I.
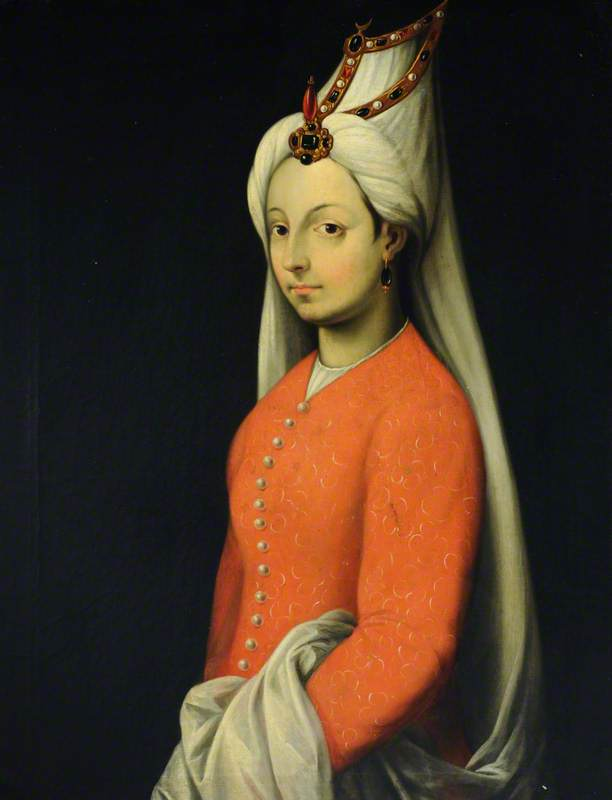
Mihrimah Sultan, Roxelanas dotter med Suleyman I.
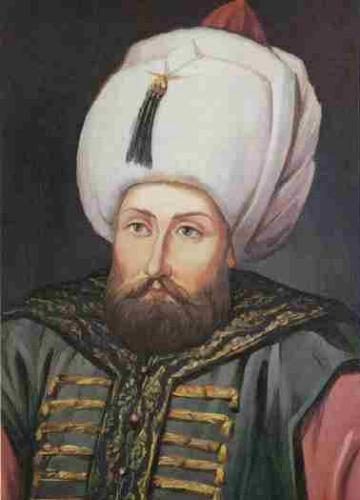
Selim II.
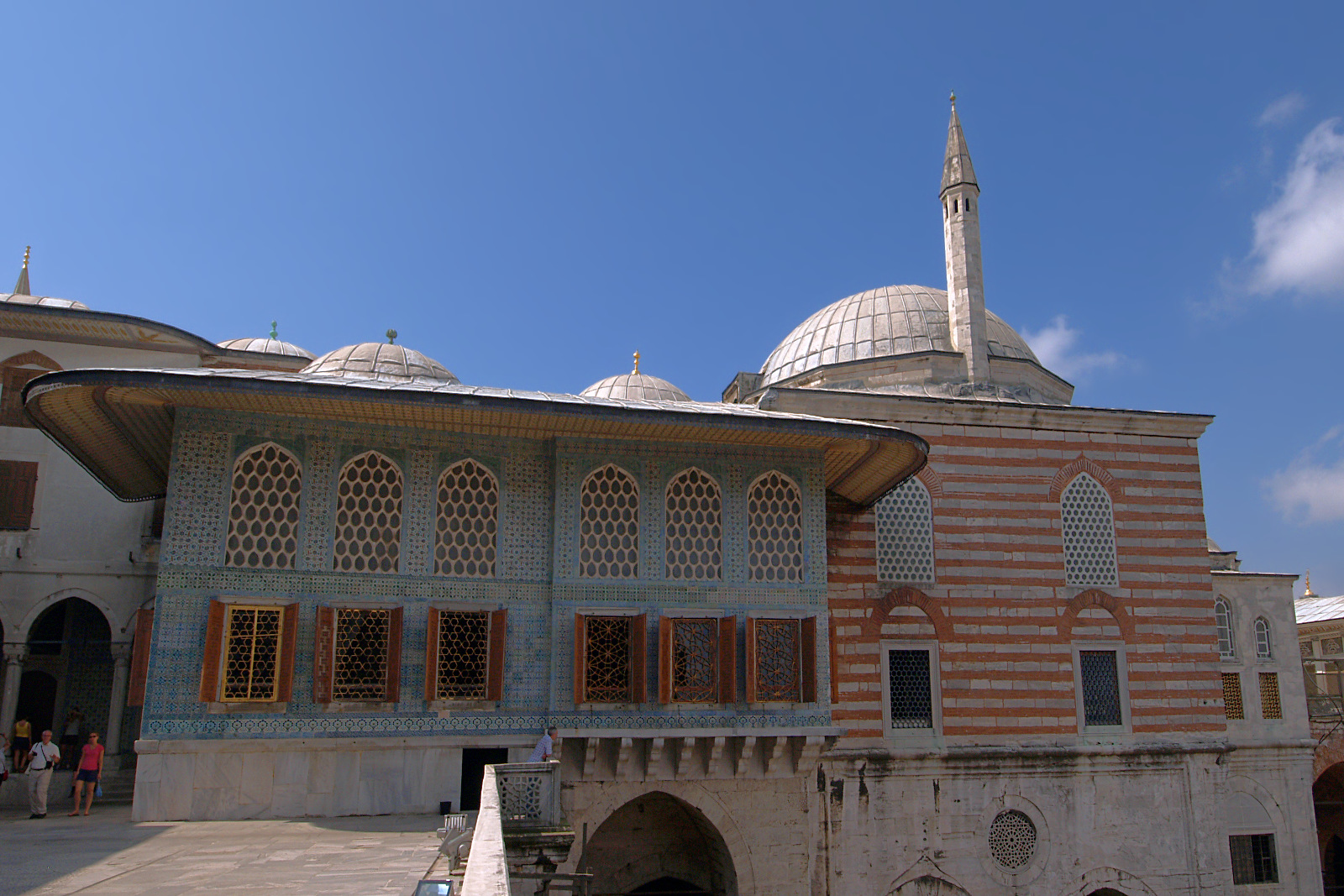
Topkapipalatsets harem.
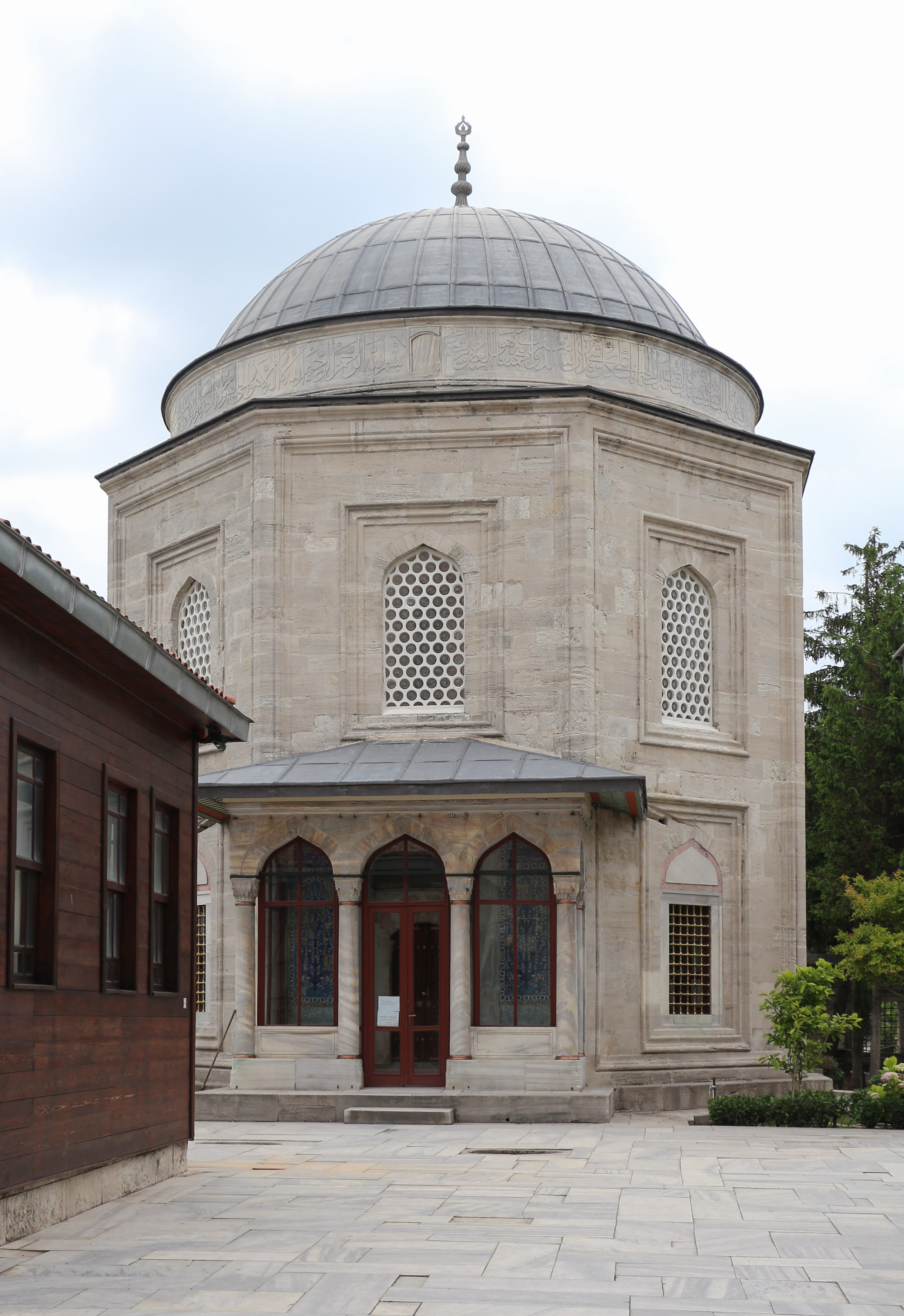
Roxelanas mausoleum i Istanbul.